# هراند آواگیان
هراند آرسنی آواگیان (ارمنی: Հրանտ Արսենի Ավագյան؛ زادهٔ ۱۵ اکتبر ۱۹۲۴ - درگذشته ۲۸ فوریهٔ ۲۰۱۷) یک سیاستمدار و فرد نظامی اهل ارمنستان بود .

## زندگی‌نامه
در ۱۵ اکتبر ۱۹۲۴ در باکو به دنیا آمد و از مدرسه عالی نیروی دریایی کاسپین سرگی کیروف (۱۹۴۲) و آکادمی سیاسی-نظامی لنین مسکو (۱۹۵۳) فارغ‌التحصیل شد. وی برنده جوایزی همچنین قهرمان اتحاد شوروی، نشان لنین (۱۹۴۶)، نشان پرچم سرخ کار، نشان پرچم سرخ (۱۹۴۵)، نشان جنگ میهنی درجه یک (۱۹۸۵) و درجه دو (۱۹۴۴)، نشان ستاره سرخ (۱۹۴۴, ۱۹۵۶, ۱۹۶۷)، مدال شجاعت (روسیه)، نشان شایستگی نبرد، مدال پنجاهمین سال پیروزی در جنگ بزرگ میهنی (۱۹۴۵–۱۹۴۱)، مدال شصتمین سال پیروزی در جنگ بزرگ میهنی (۱۹۴۵–۱۹۴۱)، مدال به مناسبت یکصدمین سالگرد تولد ولادیمیر ایلیچ لنین، مدال به خاطر پیروزی مقابل آلمان در جنگ بزرگ میهنی (۱۹۴۵–۱۹۴۱)، مدال تسخیر برلین (۱۹۴۵) و مدال آدمیرال ایساکوف شده است. وی در ۲۸ فوریهٔ ۲۰۱۷ در سن ۹۲ سالگی در کراسنودار درگذشت و در آرامستان اسلاویک به خاک سپرده شد.

## نگارخانه

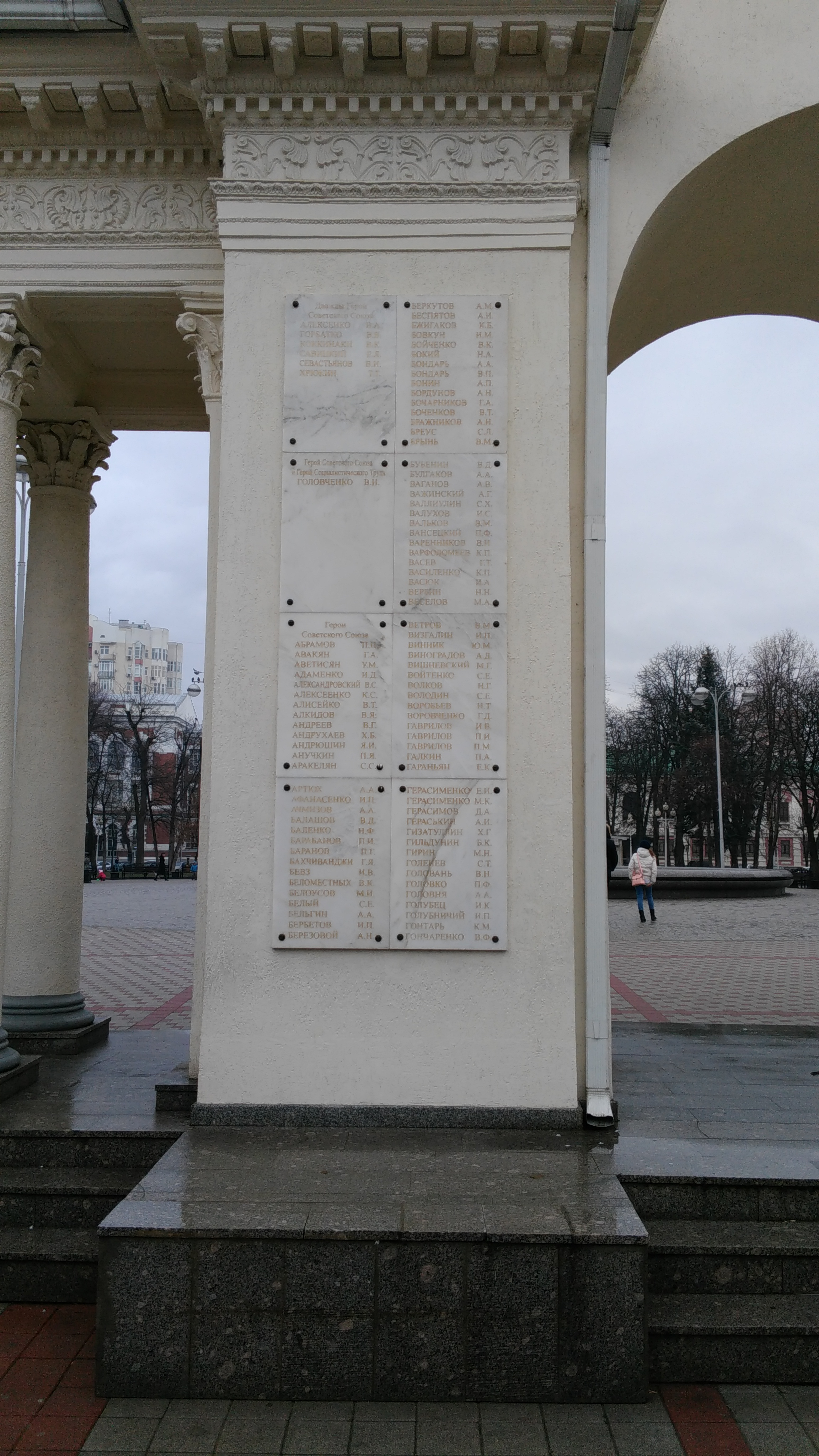

## یادداشت
1. ↑  Azerbaijan Higher Military Naval School
2. ↑  Մոսկվայի Լենինի անվան ռազմաքաղաքական ակադեմիա
3. ↑  Սլավոնական գերեզմանատուն